# Schweizerisches Zentrum für die Mittelschule
Das Schweizerische Zentrum für die Mittelschule (ZEM CES) wurde am 1. Januar 2017 durch Umbenennung der  Schweizerischen Zentralstelle für die Weiterbildung von Mittelschullehrpersonen (WBZ CPS) gebildet. Es ist eine Institution der Schweizerischen Konferenz der kantonalen Erziehungsdirektoren EDK. Die ZEM CES ist überkantonal und sprachregional übergreifend tätig. Dabei vermittelt sie Informationen und Fachpersonen zur Weiterbildung für ihre Anspruchsgruppen und leistet einen Beitrag zur Entwicklung der Sekundarstufe II.

## Auftrag
Der Auftrag orientiert sich an zwei Kernaufgaben:
- Broker: Diese Dienstleistung existiert seit 2012. Im Rahmen der Funktion «Informations- und Wissensbroker» können Schulleitungen und Lehrpersonen Vermittlungen von Fachpersonen bzw. Informationen zur Weiterbildung anfordern. Dabei erfolgen nach einer Bedürfnisabklärung die Eingrenzung des Themas und die Suche nach geeigneten Fachpersonen.[2]
- Kompetenzzentrum Mittelschulen allgemeine Aufgaben der Kompetenzvermittlung[3]
- Koordination Auftrag, das Weiterbildungsangebot für Lehrpersonen an Gymnasien und Fachmittelschulen sowie für Lehrpersonen mit Zusatzfunktionen auf der Sekundarstufe II zu koordinieren und zu analysieren.[4]

## Trägerschaft und Finanzierung
Das  Schweizerische Zentrum für die Mittelschule ist eine Institution der Schweizerischen Konferenz der kantonalen Erziehungsdirektoren. Als Trägerin schliesst diese mit der ZEM CES einen Leistungsauftrag ab. Der Bund als weiterer Träger schliesst über das Staatssekretariat für  Bildung, Forschung und Innovation SBFI einen gleich lautenden Leistungsauftrag ab.
Finanziert wird die WBZ CPS zu je einem Drittel von der EDK und dem Bund (Staatssekretariat für  Bildung, Forschung und Innovation SBFI). Das letzte Drittel wird aus eigenen Leistungen generiert.

## Anspruchsgruppen und Partner
- Schulleitungen und Lehrpersonen (mit Zusatzfunktionen) von Gymnasien, Fachmittelschulen und Berufsmaturitätsschulen
- Bildungsbehörden und Verwaltungen der Kantone und des Bundes
- Partner an den Hochschulen (Pädagogische Hochschulen / Eidgenössisches Hochschulinstitut für Berufsbildung / universitäre Institute)
- Partner im Ausland (z. B. Europarat)

## Geschichte
Die Gründung der Institution wurde am 2. Mai 1968 als Schweizerische Zentralstelle für die berufliche Weiterbildung der Mittelschullehrer von der Konferenz der Kantonalen Erziehungsdirektoren beschlossen. Am 1. September 1969 nahm die Zentralstelle in Luzern ihren Betrieb auf. Der erste Direktor der Zentralstelle war Fritz Egger, dipl. Physiker ETH und Lehrer am Gymnase Cantonal in Neuchâtel.
Im ersten Geschäftsjahr wurden 19 Weiterbildungskurse mit insgesamt 800 Teilnehmer durchgeführt. Die Kurse wurden zu Beginn durch die Vorstände der Fachvereine des Verbands Schweizerischer Gymnasiallehrerinnen und Gymnasiallehrer VSG organisiert. Bis 1978 stieg die Zahl der angebotenen Weiterbildungskurse um das Vierfache auf 65. Aktuell werden jährlich ca. 75 Kurse mit über tausend Teilnehmern angeboten.
Im Juni 2008 zog die WBZ CPS von Luzern nach Bern ins Haus der Kantone.